# Баркова, Валентина Владимировна
Валентина Владимировна Баркова (17 марта 1971) — советская и российская футболистка, игравшая на всех позициях в поле, тренер. Выступала за сборные СССР, СНГ и России. Мастер спорта России (1993).

## Биография
В начале 1990-х годов вызывалась в сборную СССР, стала автором гола 10 сентября 1991 года в товарищеском матче против Англии (3:1). О выступлении на клубном уровне в этот период сведений нет[уточнить].
В 1992 году выступала за московский «Спартак-Преображение», в высшей лиге России забила 8 голов. В Кубке России стала финалисткой, в финальном матче против «Интерроса» (3:4) сделала «дубль». Включена в список 33-х лучших игроков сезона под № 2 (левый полузащитник). Перед началом сезона 1993 года вместе с группой футболисток из распавшегося «Спартака» перешла в клуб «СКИФ-Фемина» (Малаховка), позднее клуб переехал в Москву и переименован в «Чертаново-СКИФ». Бронзовый призёр чемпионата России 1993 года. В 1997 году перешла в клуб ВДВ (Рязань), бронзовый призёр чемпионата России 1997 и 1998 годов, финалистка Кубка России 1997 года, обладательница Кубка 1998 года (в финале не играла).
О выступлениях в следующие несколько лет сведений нет[уточнить]. В 2002 году была в заявке московского «Спартака», однако команда выступала неудачно и проиграла все свои матчи. Затем несколько лет играла за «Надежду» (Ногинск), бронзовый призёр чемпионата России 2005 и 2006 годов.
В 1990-е годы была регулярным игроком основы сборной России, провела более 30 матчей. Единственный гол за российскую команду забила 9 марта 1993 года в товарищеском матче в ворота Молдавии (1:0). Участница финального турнира чемпионата Европы-1997 (2 матча).
С 2007 года работала детским тренером в СДЮШОР г. Ногинска с командами девочек. Приводила свои команды к призовым местам в областных соревнованиях. Признана лучшим тренером Московской области в женском футболе в 2009 году. Во второй половине 2010-х годов перешла на работу в московскую школу «Сокол» (СШОР № 27). Среди её воспитанниц — игроки юниорских сборных России Варвара Бычкова, Алёна Рузина, Любовь Ященко. Тренировала старшую команду «Сокола», игравшую в первом дивизионе.
Окончила Московскую государственную академию физической культуры (1995).
Принимает участие в матчах ветеранов.